# Nieznośna lekkość bytu (film)
Nieznośna lekkość bytu – amerykański melodramat z 1988 roku w reżyserii Philipa Kaufmana, ze scenariuszem opartym na powieści Milana Kundery o tym samym tytule.
Zdjęcia kręcono w Paryżu, Lyonie, Senlis i w Genewie.

## Główne role
- Daniel Day-Lewis – Tomasz
- Juliette Binoche – Teresa
- Lena Olin – Sabina
- Derek de Lint – Franz
- Erland Josephson – Ambasador
- Pavel Landovský – Paweł
- Daniel Olbrychski – Szpicel
- Stellan Skarsgård – Inżynier
- Tomasz Borkowy (jako „Tomek Bork”[1]) – Jiri

## Opis fabuły
Czechosłowacja, rok 1968. Tomasz, młody ambitny neurochirurg mieszkający w Pradze, jest kobieciarzem. Spotyka się z kilkoma kobietami naraz, ale nie zamierza się wiązać z żadną z nich. Szczególnymi względami darzy malarkę Sabinę. Tomasz podczas służbowego wyjazdu poznaje Teresę, młodą i niewinną kelnerkę z prowincji. Tymczasem zmienia się sytuacja społeczno-polityczna w kraju, co wpływa na życie całej trójki (zob. Praska Wiosna, operacja „Dunaj”).

## Nagrody i nominacje
Oscary za rok 1988
- Najlepszy scenariusz adaptowany – Philip Kaufman, Jean-Claude Carrière (nominacja)
- Najlepsze zdjęcia – Sven Nykvist (nominacja)

Złote Globy 1988
- Najlepszy dramat (nominacja)
- Najlepsza aktorka dramatyczna – Lena Olin (nominacja)

Nagrody BAFTA 1988
- Najlepszy scenariusz adaptowany – Philip Kaufman, Jean-Claude Carrière

## Ciekawostka
W początkowej części filmu Teresa, grana przez Juliette Binoche, pływa w krytym basenie. Podobna scena, z tą samą aktorką, jest w filmie Krzysztofa Kieślowskiego Trzy kolory: Niebieski z 1993 r.